# Ебельсбах
Ебельсбах (нім. Ebelsbach) — громада в Німеччині, розташована в землі Баварія. Підпорядковується адміністративному округу Нижня Франконія. Входить до складу району Гасберге. Центр об'єднання громад Ебельсбах.
Площа — 25,76 км2. Населення становить 3730 ос. (станом на 31 грудня 2020).

## Географія
Через Ебельсбах протікає однойменна річка Ебельсбах. Вона бере свій початок у Гофштеттені й впадає в Майн біля Ельтманна після понад 15 кілометрів. Гора Ебельсберг (335 м над рівнем моря) межує з громадою зі сходу, а гора Шенберг (340 м над рівнем моря) — з північного заходу.

## Галерея

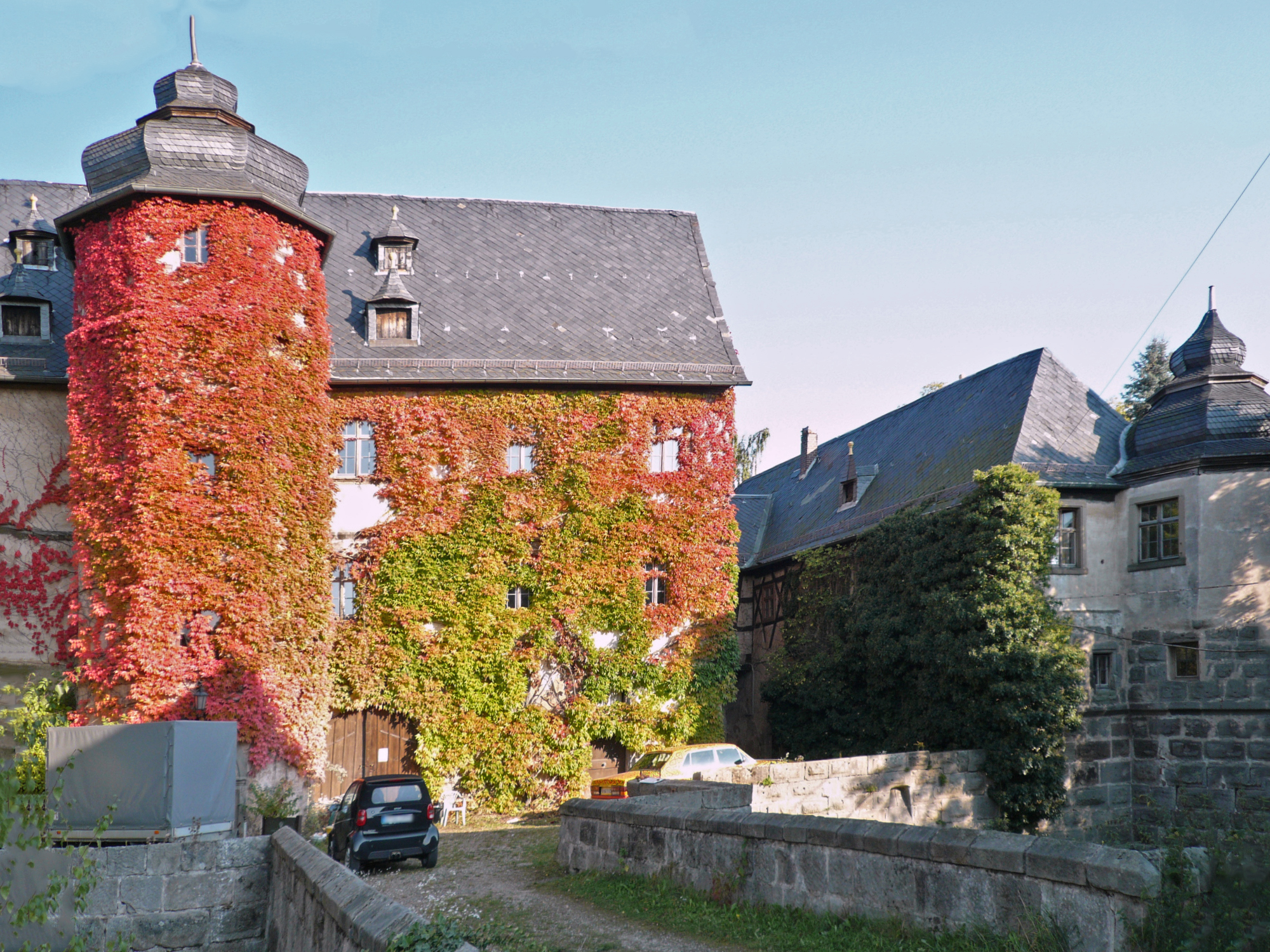